# Shigeru Oda

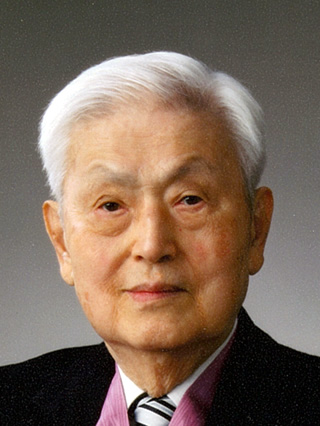
Shigeru Oda

Shigeru Oda (japanisch 小田 滋, Oda Shigeru; * 22. Oktober 1924 in Sapporo) ist ein japanischer Jurist. Er war von 1963 bis 1976 Professor für internationales Recht an der Universität Tōhoku. Anschließend wirkte er von 1976 bis 2003 als Richter am Internationalen Gerichtshof, dessen Vizepräsident er von 1991 bis 1994 war.

## Leben
Shigeru Oda, der während des Zweiten Weltkriegs zum Kamikaze-Piloten ausgebildet worden war, schloss 1947 ein Studium der Rechtswissenschaften an der Universität Tokio ab. Anschließend ging er als erster japanischer Student seit Kriegsende an die Yale University, wo er ein Schüler von Myres Smith McDougal wurde und sechs Jahre später mit einer Arbeit zum Thema The Riches of the Sea and International Law promovierte. Von 1953 bis 1959 war er außerordentlicher Professor und anschließend bis 1976 ordentlicher Professor für internationales Recht an der Universität Tōhoku in Sendai. In den Jahren 1969 und 1993 unterrichtete er an der Haager Akademie für Völkerrecht, deren Kuratorium er seit 1987 angehört. Von 1976 bis 2003 wirkte er für drei vollständige Amtsperioden von je neun Jahren als Richter am Internationalen Gerichtshof (IGH) und erreichte damit eine der längsten Amtszeiten in der Geschichte des Gerichts. Während dieser Zeit war er von 1991 bis 1994 Vizepräsident des Gerichtshofs.
Schwerpunkt seines akademischen und praktischen Wirkens war das Seerecht. So vertrat er sein Heimatland unter anderem zwischen 1958 und 1975 als Delegierter bei den ersten drei Seerechtskonferenzen der Vereinten Nationen (UN) und von 1968 bis 1973 im UN-Komitee zur friedlichen Nutzung des Ozeanbodens. In den Jahren 1967 und 1968 war er Rechtsberater der deutschen Bundesregierung bei den Verhandlungen vor dem IGH über den deutschen Anteil am Festlandsockel in der Nordsee.

## Auszeichnungen
Die Universität von Bhopal (1980) und die New York Law School (1981) verliehen Shigeru Oda die Ehrendoktorwürde. Seit 1969 ist er Mitglied des Institut de Droit international und seit 1975 Ehrenmitglied der Amerikanischen Gesellschaft für internationales Recht. 2007 wurde er als Person mit besonderen kulturellen Verdiensten geehrt, 2012 wurde er mit dem Kulturorden ausgezeichnet.

## Veröffentlichungen (Auswahl)
- The International Law of the Ocean Development. 2 Bände. Leiden 1972–1974. Ergänzende Loseblattsammlung ab 1978.
- Practice of Japan in International Law. 1961–1970. Tokio 1982.
- International Control of Sea Resources. Dordrecht 1989.
- Fifty Years of the Law of the Sea: With a Special Section on the International Courts of Justice. Den Haag 2003.